# Association suisse d'assurances
 (février 2022).
L’Association Suisse d’Assurances (ASA) représente les intérêts du secteur de l’assurance privée suisse à l’échelle nationale et internationale.

## Sociétés membres
Avec 70 membres environ, l’ASA regroupe, outre les acteurs de l’assurance directe et de la réassurance, des sociétés actives sur le marché suisse spécialisées dans les assurances de choses, les assurances-vie ainsi que les assurances-maladie complémentaires.

## Historique
Les premières compagnies d’assurances privées sont apparues au XIXe siècle. Beaucoup d’entre elles existent encore aujourd’hui, telles que La Mobilière (1826), Swiss Life (1857), Helvetia (1858), la Bâloise (1863), Swiss Re (1863), Zurich (1872) ou AXA Winterthur (1875).
« L’Association des compagnies suisses d’assurances concessionnées » est née en 1900 et comptait alors 21 compagnies d’assurances. L’ASA, qui regroupe aujourd’hui 80 sociétés membres, en est issue.

## Affiliations de l’ASA
L’ASA est notamment affiliée au Comité européen des assurances et à la Fédération mondiale des associations d’assurance.